# Burhanettin Yildiz
Burhanettin Yildiz eller Burhan Yildiz, född 18 september 1963 i Turkiet, är svensk politiker, miljösamordnare och ordförande i kurdiska föreningen. Yildiz har varit ledamot av Rinkeby-Kista stadsdelsnämnd som gruppledare för Folkpartiet. Sedan 2001 är han delaktig i paraplyprojektet Södra Järva - rent och snyggt idag kallat Järva rent och snyggt.
Burhanettin Yildiz har fått stor uppmärksamhet i media då han utsågs till Stockholms Miljöhjälte 2010 för sitt engagemang i projektet Järva rent och snyggt. Initialt finansierades projektet från Storstadssatsningen men på senare år från Järvalyftet. Järvalyftet är Stockholms stads och andra aktörers breda och långsiktiga satsning på social och ekonomisk utveckling i stadsdelarna kring Järvafältet. Projektet drivs av stadsdelsnämnderna Spånga-Tensta och Rinkeby-Kista stadsdelsförvaltningar i nära samarbete med de lokalabostadsbolagen, skolorna och näringslivet. De stadsdelarna som har berörts är Akalla, Husby, Rinkeby, Tensta och Hjulsta.
Över 200 stockholmare nominerades till att bli Stockholms Miljöhjälte och Burhanettin Yildiz valdes sedan ut av Stockholm stads jury för sitt arbete i projektet Järva rent och snyggt. För att hedra Burhanettin Yildiz planterade Stockholms stad den 29 augusti 2011 ett magnoliaträd i Serafimerparken till hans ära.